# Pseudagrion melanicterum
Pseudagrion melanicterum là một loài chuồn chuồn kim thuộc họ Coenagrionidae. Loài này có ở Angola, Bénin, Cameroon, Cộng hòa Trung Phi, Cộng hòa Congo, Cộng hòa Dân chủ Congo, Bờ Biển Ngà, Guinea Xích Đạo, Ghana, Guinea, Kenya, Liberia, Nigeria, Senegal, Sierra Leone, Tanzania, Togo, Uganda, Zambia, có thể cả Burkina Faso, và có thể cả Sudan. Môi trường sống tự nhiên của chúng là rừng ẩm vùng đất thấp nhiệt đới hoặc cận nhiệt đới và sông ngòi.